# لاس بالماس (مقاطعة)
مقاطعة لاس بالماس (بالإسبانية: Las Palmas) هي مقاطعة إسبانية تقع في جنوب غرب الدولة على بعد 1288 كلم من إسبانيا، تقع ضمن حدود منطقة جزر الكناري.
عاصمتها هي مدينة لاس بالماس دي جران كناريا، تنقسم المقاطعة إلى 34 بلدية.

## الجغرافيا
تقع مقاطعة لاس بالماس في جنوب غرب إسبانيا محاطة بالمحيط الأطلسي من جميع الجهات.
تبلغ مساحة مقاطعة لاس بالماس 4.066 كم².

## الديموغرافيا
يبلغ عدد سكان مقاطعة لاس بالماس 1.096.980 نسمة عام 2011 (وفقاً للمعهد الوطني للإحصاء الإسباني).
فيما يلي قائمة أكبر البلديات من حيث عدد السكان (بتاريخ 1 يناير 2011):
1. لاس بالماس دي جران كناريا 383.343 نسمة
2. تيلدي 101.375 نسمة
3. سانتا لوثيا دي تيراخانا 66.130 نسمة
4. أريثيفي 57.357 نسمة
5. سان بارتولومي دي تيراخانا 54.613 نسمة
6. أروكاس 36.872 نسمة
7. بويرتو دي روساريو 35.664 نسمة
8. إنخينيو 29.871 نسمة
9. أغويميس 29.767 نسمة
10. غالدار 24.361 نسمة